# 4e régiment de tirailleurs tonkinois
Le 4e Régiment de Tirailleurs Tonkinois (ou 4e RTT) est un régiment constitué sous la IIIe République.

## Création et différentes dénominations
- 1880 : création de compagnies de tirailleurs tonkinois
- 1886 : création du 4e Régiment de Tirailleurs Tonkinois (décret du 19 février 1886).
- 30 novembre 1890 : dissolution.
- 1er janvier 1898 : reconstitution du 4e Régiment de Tirailleurs Tonkinois.
- 9 août 1945 : dissolution.
- 10 août 1945 : création du bataillon de marche du 4e Régiment de Tirailleurs Tonkinois.
- novembre 1945 : réformé en Chine.

## Historique des garnisons, combats et batailles du4eRTT

### De 1886 à 1914
- 1886 : création à Nam Dinh

### Entre-deux-guerres
- 9 février 1930 - Cinquante hommes du 4e RTT en garnison à Yên Bái, soutenu par une soixantaine de membres du VNQDÐ (Việt Nam Quốc Dân Đảng) se révoltent contre leurs officiers français. Environ deux heures plus tard, le reste de la troupe, refusant de participer à la rébellion, élimine les mutins.

## Drapeau
Il porte, cousues en lettres d'or dans ses plis, les inscriptions suivantes:
- Sontay 1883
- Bac-Ninh 1884
- Langson 1884
- Tuyen-Quan 1885
- Hoa-Moc 1885

## Personnalités ayant servi au4eRTT
- Antoine Marie ANDRÉANI classe 1928 de Bastia, Serra di fiumorbo

Fait prisonnier des troupes Allemandes le 12 juin 1940
Évadé des colonnes de prisonniers le 4 juillet 1940
Rejoignit Toulon pour repartir pour Dakar
- Denis Auguste Duchêne, comme lieutenant en 1886-1887
- Frédéric Gheyssens, comme capitaine en ???, promu Chef de bataillon du 14e Régiment d'Infanterie en 1914, décoré comme Officier de la Légion d'Honneur en 1917.
- Edgard de Trentinian, comme chef de bataillon (colonne de Monkay et Paklung, 1886-87) général de division, grand-croix de la Légion d'honneur (1916)
- François Pierre Gilbert Charleuf, comme lieutenant en 1904-1908

## Sources et bibliographie
- Charles Lavauzelle Les Troupes de Marine  (ISBN 2-7025-0142-7)
- Général de Trentinian L'État-major en 1914, ISSN 1148-7933 ; 79e
- Historique du 4me régiment de tirailleurs tonkinois : à jour au 31 juillet 1933, Namdinh, Nam-Viêt, 1934, 253 p., lire en ligne sur Gallica.